# Dimorphognathus africanus
Dimorphognathus africanus é uma espécie de anfíbio da família Petropedetidae. É a única espécie do género Dimorphognathus.
Pode ser encontrada nos seguintes países: Camarões, República Centro-Africana, República do Congo, Guiné Equatorial, Gabão, possivelmente Angola, possivelmente República Democrática do Congo e possivelmente em Nigéria.
Os seus habitats naturais são: florestas subtropicais ou tropicais húmidas de baixa altitude, rios, marismas de água doce, marismas intermitentes de água doce e florestas secundárias altamente degradadas.
Está ameaçada por perda de habitat.